# Благовещенская улица (Вологда)
Благове́щенская у́лица — улица в Вологде. Расположена между улицами Мира (через Мяснорядский мост переходит в Козлёнскую улицу) и Мохова (переходит в Тупиковый переулок). Исторические районы: Город и Верхний Посад.

## История
Название улица получила по находившейся на ней Благовещенской церкви (1817; снесена в середине 1950-х годов). 

С 1959 до 1991 года — улица Клары Цеткин. Бывшая Большая Благовещенская (от Мира до Ленинградской), Кобылкина (от Ленинградской до Воровского), Обуховская (от Воровского до железной дороги).

## Здания и сооружения
На улице расположены несколько выдающихся памятников деревянного зодчества, памятник резному палисаду, ЦУМ.

### По нечётной стороне
| Логотип конкурса «Вики любит памятники» | Объект культурного наследия: № 3510004000 |

| Логотип конкурса «Вики любит памятники» | Объект культурного наследия: № 3510006000 |

| Логотип конкурса «Вики любит памятники» | Объект культурного наследия: № 3510007000 |

### По чётной стороне
| Логотип конкурса «Вики любит памятники» | Объект культурного наследия: № 3510002000 |

| Логотип конкурса «Вики любит памятники» | Объект культурного наследия: № 3510003000 |

| Логотип конкурса «Вики любит памятники» | Объект культурного наследия: № 3510008000 |

| Логотип конкурса «Вики любит памятники» | Объект культурного наследия: № 3500000877 |

| Логотип конкурса «Вики любит памятники» | Объект культурного наследия: № 3500105000 |

## Транспорт
Начало улицы: остановка «Центр» (троллейбусы 1, 4; автобусы 1, 3, 9, 13, 15, 19, 22, 23, 24, 26, 49) или остановка «Театр для детей и молодёжи» (троллейбусы 1, 2, 3; автобусы 5, 19, 22, 23, 48); середина: остановки «Пединститут», «Ленинградская улица» (автобусы 5, 8, 10, 11, 12, 16, 23); и «Пролетарская» (автобусы 8).